# AB BDeh 4/4 (11-17)
De BDeh 4/4 is een elektrische trein voor het regionaal personenvervoer van de Elektrische Bahn St. Gallen–Gais–Appenzell (SGA). Sinds 2006 maakt deze onderneming deel uit van de Appenzeller Bahnen (AB).

## Geschiedenis
Het treinstel door Schindler Waggon (SWA), Schweizerische Lokomotiv- und Maschinenfabrik (SLM) en de Brown, Boveri & Cie (BBC) ontwikkeld en gebouwd voor de Elektrische Bahn St. Gallen–Gais–Appenzell (SGA).

## Constructie en techniek
Het treinstel heeft een stalen frame en een cabine. Het treinstel kan alleen functieneren met een stuurstandrijtuig aangevuld met een of meer tussenrijtuigen. Het treinstel is uitgerust met een tandrad dat als de tandstaaf van het Riggenbach-Klose alsmede als de tandstaaf van het Strub kan worden gebruikt.

## Treindiensten
Deze treinen worden door de Appenzeller Bahnen (AB) ingezet op de volgende trajecten:
- Sankt Gallen - Gais - Appenzell
- Altstätten SG - Gais